# Henryk Gurgul (ur. 1953)
Henryk Gurgul (ur. 8 stycznia 1953 w Brzesku) – profesor zwyczajny w Samodzielnej Pracowni Zastosowań Matematyki w Ekonomii na Wydziale Zarządzania w Akademii Górniczo-Hutniczej im. Stanisława Staszica w Krakowie.

## Życiorys
Urodził się 8 stycznia 1953 roku w Brzesku.
Ukończył z wyróżnieniem Wydział Zarządzania na Akademii Ekonomicznej w Krakowie w 1977 roku (obecnie Uniwersytet Ekonomiczny) oraz również z wyróżnieniem matematykę stosowaną w Instytucie Matematyki Akademii Górniczo-Hutniczej w 1980 roku.
Od 1998 roku profesor nadzwyczajny w Zakładzie Zastosowań Matematyki na Wydziale Matematyki Stosowanej AGH. Od października 2001 roku profesor nadzwyczajny w Samodzielnej Pracowni Zastosowań Matematyki w Ekonomii na Wydziale Zarządzania AGH.
W 2007 roku został mu nadany przez Prezydenta RP tytuł profesora, zaś 1 kwietnia 2008 roku został powołany na stanowisko profesora zwyczajnego w AGH.
W latach 2000–2018 profesor w Wyższej Szkole Ekonomii i Informatyki (WSEI) w Krakowie.
Visiting professor i wykładowca na uniwersytetach w Austrii (Graz), Finlandii (Joensuu), Niemczech (Erlangen-Nuernberg, Greifswald, Ilmenau, Saarbruecken), Włoszech (Siena), Hiszpanii (Valencia) i Słowenii (Koper). Wykłada po angielsku, niemiecku i rosyjsku.
Autor lub współautor monografii i ogólnopolskich podręczników z zakresu matematyki stosowanej oraz ponad 200 artykułów naukowych. Współautor materiałów konferencyjnych o zasięgu międzynarodowym. Tłumacz z języka niemieckiego podręcznika „Unternehmensbewertung” M. J. Matschke i G. Brösel (ang. „Enterprise valuation”): „Wycena przedsiębiorstwa: funkcje, metody, zasady” (2011).
Promotor 12 prac doktorskich. Recenzent wielu rozpraw doktorskich i habilitacyjnych w kraju i za granicą.
Redaktor naczelny czasopism naukowych: „Managerial Economics” oraz „Zeszytów Naukowych” Wyższej Szkoły Ekonomii i Informatyki w Krakowie. Członek kolegiów redakcyjnych czasopism ekonomicznych krajowych i zagranicznych. Recenzent artykułów w czasopismach międzynarodowych. Aktywny członek kilku międzynarodowych towarzystw naukowych, m.in. Międzynarodowego Instytutu Statystycznego (International Statistical Institute ISI, elected member) oraz grupy roboczej CMStatistics (Computational and Methodological Statistics). Sekretarz naukowy Komisji Ekonomicznej Oddziału Krakowskiego Polskiej Akademii Umiejętności. Członek Prezydium Komisji Nauk Ekonomicznych i Statystyki Oddziału Krakowskiego Polskiej Akademii Nauk.

## Życie prywatne
W 1986 roku poślubił Katarzynę Władysławę Głodowską (zmarła w 2016 roku). Ma trzech synów.

## Odznaczenia i nagrody
W 2007 roku otrzymał prestiżowe polskie wyróżnienie w zakresie ekonomii – Nagrodę Banku Handlowego w Warszawie w ramach XIII edycji – „za szczególny wkład w rozwój nauki w sferze ekonomii i finansów”.
W 2015 roku odznaczony Medal of Honor Uniwersytetu w Grazu (Austria).